# XI Klucz Kominowy (Kow)
XI Klucz Kominowy (Kow) – polska jednostka lotnicza utworzona we Francji w maju 1940 w jako jednostka Polskich Sił Powietrznych.
Jednostka stacjonowała w La Rochelle i wykonywała zadanie osłony powietrznej miasta i portu, liczyła 4 pilotów i dysponowała samolotami Bloch MB.151 i Bloch MB.152. 19 czerwca kpt. Kowalczyk wydał swoim podopiecznym rozkaz opuszczenia lotniska i zaokrętowania się na statek "Alderpool". 21 czerwca statek wpłynął do Wielkiej Brytanii.

## Żołnierze klucza
Piloci
- kpt. Adam Kowalczyk – dowódca
- ppor. Włodzimierz Klawe
- ppor. Janusz Marciniak,
- sierż. Władysław Kiedrzyński
- kpr. Stanisław Widlarz